# APAZZI
APAZZI（アパッチ）は、日本の作詞家、作曲家、編曲家、トラックメイカー。フリーランス。

## 略歴
2017年3月、Akira Sunsetと、音楽ユニット「THE SIGNALIGHTS（ザ・シグナライツ）」を結成。
2017年12月、編曲を手掛けた乃木坂46『インフルエンサー』が「第59回日本レコード大賞」にて大賞を受賞。

## 提供作品
IZ*ONE
- 「好きと言わせたい」（編曲）
- 「年下Boyfriend」（編曲）
- 「Human Love」（編曲）

あゆみくりかまき
- 「クマトナデシコ」（編曲）
- 「ジェットクマスター」（作曲・編曲／U.M.E.D.Yと共作）
- 「鮭鮭鮭」（作曲・編曲）
- 「自分革命」（編曲）
- 「スターライトジャンボリー」（作曲・編曲／U.M.E.D.Yと共作曲）
- 「WAR CRY」（作曲・編曲／U.M.E.D.Yと共作）
- 「蜜蜜蜜」（編曲）
- 「心友フォーエヴァー」（作曲・編曲／U.M.E.D.Yと共作曲）
- 「KILLLA TUNE」（作曲・編曲／U.M.E.D.Yと共作曲）
- 「What's my name?」（作曲・編曲／U.M.E.D.Yと共作曲）
- 「アイノウタ」（編曲）
- 「森森森」（作曲・編曲／U.M.E.D.Yと共作曲）
- 「旅立ちの唄」（編曲／U.M.E.D.Yと共作）
- 「ゴマスリッパー」（作曲・編曲／U.M.E.D.Yと共作）
- 「絆ミックス」（作曲・編曲／U.M.E.D.Yと共作）
- 「愛Surrender」（編曲）
- 「キミが好き」「キミが好き」（作曲・編曲／U.M.E.D.Yと共作）
- 「真相はどうでもいい」（作曲・編曲／U.M.E.D.Yと共作）
- 「女子か。」（作曲・編曲／U.M.E.D.Yと共作）
- 「弾進GOOD!!!」（作曲・編曲／U.M.E.D.Yと共作）
- 「反抗声明」（作曲・編曲／U.M.E.D.Yと共作）
- 「Place My Place」（作曲・編曲／U.M.E.D.Yと共作）
- 「泣き顔笑顔」（作曲・編曲／U.M.E.D.Yと共作）
- 「SUGOROKU」（作曲・編曲／U.M.E.D.Yと共作）
- 「19 GROWING UP -ode to my buddy-」（編曲）

=LOVE
- 「呪って呪って」（編曲）

VAMPS
- 「HUNTING II」（WolfJunk名義、リミックス）
- 「GET AWAY –BAGUZERO Remix-」（BAGUZERO名義、リミックス）
- 「LIPS」（WolfJunk名義、編曲）
- 「UNDERWORLD」（WolfJunk名義、プリプロ）
- 「DON'T HOLD BACK」（WolfJunk名義、プリプロ）

AKB48グループ
- AKB48
  - 「清純タイアド」（編曲）
  - 「ランナーズハイ」（編曲）
  - 「点滅フェロモン」（編曲）
  - 「11月のアンクレット」（編曲）
  - 「キスキャンペーン」（編曲）
  - 「ジャーバージャ」（編曲）
  - 「君は僕の風」（編曲）
  - 「NO WAY MAN」（編曲）
  - 「ジワるDAYS」（編曲）
  - 「青春 ダ・カーポ」（編曲）
  - 「Loss of time」（編曲）
  - 「久しぶりのリップグロス」（編曲）
  - 「寝たふり」（編曲）
  - 「アイドルなんかじゃなかったら」（編曲）
  - 「星が消えないうちに」（編曲）

- SKE48
  - 「意外にマンゴー」（編曲）
  - 「夢の階段を上れ!」（編曲）
  - 「いきなりパンチライン」（編曲）
  - 「Stand by you」（編曲）
  - 「Change Your World」（編曲）
  - 「あの頃のロッカー」（編曲）
  - 「岸辺の少女よ」（編曲）
  - 「Karma」（編曲）

- NMB48
  - 「ワロタピーポー」（編曲）
  - 「床の間正座娘」（編曲）
  - 「甘い妄想」（編曲）
  - 「真正面」（編曲）
  - 「告白の空砲」（編曲）
  - 「最高に下品なアタシ」（編曲）
  - 「ヘドバンタイム」（編曲）
  - 「Gotcha」（編曲）
  - 「あの船長を選んだのは俺たちじゃない」（編曲）

- HKT48
  - 「HKT48ファミリー」（編曲）
  - 「キスは待つしかないのでしょうか?」（編曲）
  - 「人差し指の銃弾」（編曲）
  - 「僕らのStand By Me」（編曲）
  - 「早送りカレンダー」（編曲）
  - 「意志」（編曲）
  - 「大人列車はどこを走ってるのか?」（編曲）
  - 「クラクションで I love you !」（編曲）
  - 「青春フルスロットル」（編曲）
  - 「バケツを被れ!」（編曲）

- NGT48
  - 「Whatcha Gonna Do」（作曲・編曲／you-meと共作）
  - 「今日は負けでもいい」（編曲）
  - 「シャーベットピンク」（編曲）
  - 「後悔ばっかり」（編曲）

- STU48
  - 「無謀な夢は覚めることがない」（編曲）
  - 「独り言で語るくらいなら」（編曲）
  - 「息をする心」（編曲）
  - 「神様も呆れるくらいに」（編曲）
  - 「地平線を見ているか?」（編曲）

- ラブ・クレッシェンド
  - 「ライフルガール」（編曲）

- fairy w!nk
  - 「天使はどこにいる?」（編曲）

every♥ing!
- 「Shining Sky」（編曲）

坂道シリーズ
- 乃木坂46
  - 「今、話したい誰かがいる」（作曲・編曲／Akira Sunsetと共作）
  - 「ハルジオンが咲く頃」（作曲・編曲／Akira Sunsetと共作）
  - 「釣り堀」（編曲）
  - 「憂鬱と風船ガム」（編曲）
  - 「裸足でSummer」（編曲）
  - 「2度目のキスから」（作曲・編曲／Akira Sunsetと共作）
  - 「インフルエンサー」（編曲）
  - 「設定温度」（編曲）
  - 「醜い私」（編曲）
  - 「その女」（編曲）
  - 「のような存在」（作曲・編曲／Akira Sunsetと共作）
  - 「Am I Loving」（編曲）
  - 「夜明けまで強がらなくてもいい」（編曲）
  - 「〜Do my best〜じゃ意味はない」（作曲・編曲／浦島健太と共作）
  - 「毎日がBrand new day」（作曲・編曲）
  - 「1・2・3」（編曲／Akira Sunsetと共作）
  - 「ごめんねFingers crossed」（作曲・編曲／杉山勝彦と共作曲）
  - 「歳月の轍」（作曲・編曲／Akira Sunsetと共作）
  - 「Actually...」（編曲）
  - 「17分間」（編曲）
  - 「人は夢を二度見る」（編曲）
  - 「さざ波は戻らない」（編曲）
  - 「おひとりさま天国」（編曲）
  - 「車道側」（編曲）

- 欅坂46
  - 「東京タワーはどこから見える?」（編曲）
  - 「ガラスを割れ!」（編曲）
  - 「Nobody」（編曲）

- 櫻坂46
  - 「BAN」（編曲）
  - 「夏の近道」（編曲）
  - 「何歳の頃に戻りたいのか?」（編曲）
  - 「引きこもる時間はない」（編曲）
  - 「19歳のガレット」（編曲）
  - 「UDAGAWA GENERATION」（編曲）
  - 「Nothing special」（編曲）
  - 「Addiction」（編曲）
  - 「真夏の大統領」（編曲）

- 日向坂46
  - 「ノックをするな!」（作曲・編曲）
  - 「こんな整列を誰がさせるのか?」（編曲）
  - 「君しか勝たん」（編曲）
  - 「思いがけないダブルレインボー」（編曲）
  - 「孤独な瞬間」（編曲）
  - 「10秒天使」（編曲）
  - 「Am I ready?」（編曲）
  - 「骨組みだらけの夏休み」（編曲）
  - 「錆つかない剣を持て!」（編曲）
  - 「永遠のソフィア」（編曲）
  - 「Love yourself!」（編曲）

- 吉本坂46
  - 「抱いてみるかい?」（ビター&スイート）（編曲）
  - 「やる気のない愛をThank you!」（RED）（作曲・編曲）

鞘師里保
- 「BUTAI」（作曲・編曲／Akira Sunsetと共作曲）
- 「Simply Me」（作曲・編曲／Akira Sunsetと共作曲）

さんみゅ〜
- 「桜色プロミス」（作詞・作曲・編曲／Akira Sunsetと共作）

Jhonatan
- 「Vamos」（作詞・作曲・編曲 / Akira Sunsetと共作）

私立恵比寿中学
- 「未確認中学生X」（編曲／IMAKISASAと共作）
- 「ラブリースマイリーベイビー」（編曲／IMAKISASAと共作）
- 「イイトモ」（編曲）

青春高校アイドル部
- 「Overture」（編曲／小林健と共作）
- 「無人島へ連れて行って」（編曲）
- 「気まぐれカモン」（編曲）
- 「Leave it to me!」（作曲・編曲／Ryota Saitoと共作）

近田春夫
- 「ご機嫌カブリオレ」（編曲）

超特急
- 「Burn!」（作曲／Kenji kabashimaと共作）

DISH//
- 「恋するSPY」（作詞・作曲・編曲）

AAA
- 「autumn orange」（作曲）
- 「LOVER」（作曲／Miss-artと共作）

22/7
- 「人格崩壊」（作曲・編曲／Akira Sunsetと共作）
- 「絶望の花」（編曲）
- 「君とどれくらい会わずにいられるか?」（編曲）

浪江女子発組合
- 「あるけあるけ」（作曲・編曲）

≒JOY
- 「その先はイグザルト」（編曲）
- 「ピーチティーとピーチパイ」（編曲）

≠ME
- 「チョコレートメランコリー」（編曲）
- 「はにかみショート」（編曲）
- 「アンチコンフィチュール」（編曲）

NHOT BOT
- 「NHOT BOT」（編曲）

HYDE
- 「6or9」（共作曲・編曲）

PiXMiX
- 「Pump It Up!」（作曲・編曲／松村PONYと共作曲）

ブルーベリーソーダ
- 「Endless Midnight」（編曲）

ボーイフレンド（仮）関連
- KENN（喜多川翔太役）
  - 「心ツナガルエール」（作詞・作曲・編曲）

僕が見たかった青空
- 「あの日 僕たちは泣いていた」（編曲）

ラストアイドル
- 「涙の仮面」（Good Tears）（編曲）
- 「明日の空を見上げるために」（編曲）
- 「サブリミナル作戦」（編曲）
- 「君は何キャラット?」（作曲・編曲）
- 「Stupidにもなれずに…」（作曲・編曲／杉山勝彦と共作曲）

ラブライブ!シリーズ
- Aqours
  - 「Marine Border Parasol」（作曲・編曲／Akira Sunsetと共作）

- 虹ヶ咲学園スクールアイドル同好会
  - 「未来ハーモニー」（作曲・編曲／Akira Sunsetと共作）

ラフ×ラフ
- 「ちょっと闇落ち」（作曲・編曲／Akira Sunsetと共作曲）

RADIO FISH
- 「WONDERLAND」（作曲・編曲／TATSUYAと共作曲）